# Salima Sultan Begum
Salima Sultan Begum, född 1539, död 1613, var hustru till mogulkejsaren Akbar den store.
Hon var Akbars tredje hustru men den som hade högst rang i mogulharemets hierarki. Hon förblev barnlös. Hon var politisk rådgivare till både sin make och sin styvson, och är som sådan känd för sitt inflytande över politiken. 